# Creswell (Carolina del Nord)
Creswell è un comune degli Stati Uniti d'America, situato in Carolina del Nord, nella contea di Washington.